# Кир'яков Михайло Михайлович
Михайло Михайлович Кир'яков (нар. 23 травня 1810 — 26 березня 1839) — історик-аматор, публіцист, один із засновників Імператорського Одеського товариства історії і старожитностей.

## Життєпис
Народився в с. Ковалівка на Херсонщині в сім'ї першого директора Одеської митниці М. Кир'якова.
1828 закінчив курс у Московському університеті зі ступенем кандидата моральних наук. Після чого здійснив подорож за кордон (до Західної України, Німеччини, Нідерландів, Франції, Австрії та ін.), де знайомився з історичними творами та пам'ятками, був учасником революції в Парижі 1830. Від 1833 став активним діячем «Товариства сільського господарства південної Росії», автором численних статей з агрономії у різних часописах імперії. Від 1837 редактор «Листков Общества сельского хозяйства южной России», де публікувалися і статті історико-статистичного змісту.
У 1838, перебуваючи за кордоном, познайомився з слов'янськими культурними діячами П. Шафариком і В. Ганкою (у 1839, за його пропозицією П. Шафарик був обраний першим закордонним членом ОТІС).
По поверненні агітував діячів краю більше займатися вивченням його історії і висловив думку про необхідність створення товариства вивчення історії. Разом з М. Мурзакевичем був автором записки з пропозицією створення ОТІС і увійшов до складу членів-засновників цього товариства. Був членом Паризького азійського товариства та інших наукових товариств.

## Науковий доробок
Серед його історичних розвідок слід згадати рецензію на одеське видання перекладу «Арріяна Періпл Понта Евсксинського». В ній він звертав увагу на значення публікації для історії та археології Півдня України, зазначаючи: «Для нас мешканців Новоросійського краю, найбільш цікавими є відомості, які надає Арріян про місця, розташовані від Боспора Кимерійського (Керченської протоки), до гирла Істра (Дунаю). Арріян згадує про Пантикапей, річку Танаіс, Меотійське озеро, Казек, Феодосію, пристань скифо-таврів (на той час вже занедбану) Алмітіс, Символон, Херсоніс, Керкінітіс, Калос, Тамаракіс, Іон, Борисфен, Ольвію, острів Березань, Одісос, гавань Істріян (теперішню Одесу), пристань Ісіяков. Усе це помор'я, що тепер входить до Новоросійського краю, було у стародавні часи вкрито еллінськими поселеннями».
Написав дослідження власного козацького родоводу (від XVII ст.) та короткий нарис біографії батька, що були опубліковані його нащадком на початку ХХ ст. Наприкінці життя працював над ґрунтовним статистичним описом краю, який не було завершено. У «Історико-статистичному огляді Херсонської губернії» подав нарис історії краю від античних часів до створення губернії, відомості про її статистику та географію.

## Наукові публікації
- Кирьяков М. Арриана Перпл Понта Евксиснкого. Перевел Андрей Фабр // ЖМНП. — 1837. — Ч. 13;
- Кирьяков М. Историко-статистическое обозрение Херсонской губернии // Материалы для статистики Российской империи, издаваемые при статистическом отделении совета Министерства внутреннихъ дел. — СПб., 1839;
- О роде Кирияковых. Записки Михаила Михайловича Кириякова // Труды Черниговской губернской ученой архивной комиссии. — Чернигов, 1915. — Вып.11.;
- Отдельная записка Михайла Михайловича Кириякова о своем отце // Там само.